# Harréville-les-Chanteurs
Harréville-les-Chanteurs és un municipi francès situat al departament de l'Alt Marne i a la regió del Gran Est. L'any 2007 tenia 272 habitants.

## Demografia

### Població
El 2007 la població de fet de Harréville-les-Chanteurs era de 272 persones. Hi havia 116 famílies de les quals 40 eren unipersonals (28 homes vivint sols i 12 dones vivint soles), 40 parelles sense fills, 32 parelles amb fills i 4 famílies monoparentals amb fills.
La població ha evolucionat segons el següent gràfic:
Habitants censats

### Habitatges
El 2007 hi havia 138 habitatges, 119 eren l'habitatge principal de la família, 9 eren segones residències i 10 estaven desocupats. 119 eren cases i 19 eren apartaments. Dels 119 habitatges principals, 91 estaven ocupats pels seus propietaris, 25 estaven llogats i ocupats pels llogaters i 3 estaven cedits a títol gratuït; 4 tenien dues cambres, 14 en tenien tres, 35 en tenien quatre i 66 en tenien cinc o més. 107 habitatges disposaven pel capbaix d'una plaça de pàrquing. A 53 habitatges hi havia un automòbil i a 52 n'hi havia dos o més.

### Piràmide de població
La piràmide de població per edats i sexe el 2009 era:
| Homes | Edats   | Dones |
| ----- | ------- | ----- |
| 0     | 95 o +  | 4     |
| 0     | 90 a 94 | 0     |
| 0     | 85 a 89 | 0     |
| 0     | 80 a 84 | 0     |
| 4     | 75 a 79 | 8     |
| 8     | 70 a 74 | 12    |
| 16    | 65 a 69 | 4     |
| 4     | 60 a 64 | 4     |
| 4     | 55 a 59 | 4     |
| 4     | 50 a 54 | 8     |
| 16    | 45 a 49 | 4     |
| 20    | 40 a 44 | 8     |
| 20    | 35 a 39 | 16    |
| 12    | 30 a 34 | 16    |
| 4     | 25 a 29 | 16    |
| 4     | 20 a 24 | 0     |
| 20    | 15 a 19 | 12    |
| 4     | 10 a 14 | 4     |
| 16    | 5 a 9   | 16    |
| 0     | 0 a 4   | 8     |

## Economia
El 2007 la població en edat de treballar era de 178 persones, 119 eren actives i 59 eren inactives. De les 119 persones actives 105 estaven ocupades (63 homes i 42 dones) i 15 estaven aturades (10 homes i 5 dones). De les 59 persones inactives 22 estaven jubilades, 15 estaven estudiant i 22 estaven classificades com a «altres inactius».

### Ingressos
El 2009 a Harréville-les-Chanteurs hi havia 120 unitats fiscals que integraven 289 persones, la mediana anual d'ingressos fiscals per persona era de 14.774 €.

### Activitats econòmiques
Dels 13 establiments que hi havia el 2007, 3 eren d'empreses de fabricació d'altres productes industrials, 2 d'empreses de construcció, 2 d'empreses de comerç i reparació d'automòbils, 2 d'empreses de transport, 2 d'empreses d'hostatgeria i restauració, 1 d'una entitat de l'administració pública i 1 d'una empresa classificada com a «altres activitats de serveis».
Dels 3 establiments de servei als particulars que hi havia el 2009, 1 era una funerària, 1 electricista i 1 restaurant.
L'únic establiment comercial que hi havia el 2009 era una botiga d'equipament de la llar.
L'any 2000 a Harréville-les-Chanteurs hi havia 5 explotacions agrícoles.

## Equipaments sanitaris i escolars
El 2009 hi havia una escola elemental integrada dins d'un grup escolar amb les comunes properes formant una escola dispersa.

## Poblacions més properes
El següent diagrama mostra les poblacions més properes.